# LabPlot
LabPlot — свободное программное обеспечение для анализа и визуализации научных данных, созданное для свободной среды рабочего стола KDE. По функциональности LabPlot схожа с проприетарным пакетом программ Origin и может работать с файлами данных Origin (файлы с расширением .m). Распространяется под лицензией GNU GPL.

## История
Главным разработчиком LabPlot является программист-фрилансер Stefan Gerlach. Разработкой LabPlot он занимался на дому в ОС Linux с использованием IDE KDevelop из состава свободной среды рабочего стола KDE.

## Особенности
LabPlot использует библиотеку Qt для отрисовки пользовательского интерфейса. Программа интегрируется в среду рабочего стола KDE и поддерживает технологию drag and drop приложений KDE. Документация написана в соответствии со стандартами Khelpcenter standards. Имеется поддержка скриптов Qt Script for Applications (QSA). Имеется поддержка нескольких библиотек: GSL для анализа данных, Qwt3d для построения 3D-графиков с использованием OpenGL, FFTW для быстрого преобразования Фурье и поддержка экспорта в 80 различных форматов изображений, включая postscript.
Другими ключевыми особенностями является поддержка LaTeX и Rich Text меток, многослойных графиков на одном листе, гистограмм, интерполяции, сглаживания данных,  нелинейной аппроксимации кривых, регрессии, обратной свёртки, интегрального преобразования и т. д. Графики, получаемые с помощью LabPlot, имеют качество пригодное для публикации в научной литературе. Графический интерфейс пользователя переведён на большое количество языков.